# 이안 (프로게이머)
이안(본명: 안준형, 1998년 1월 22일 ~ )은 대한민국의 전직 리그 오브 레전드 프로게이머이다. 아이디는 Ian이었으며 현역 시절 포지션은 미드라이너였다.

## 선수 생활
2016시즌을 앞두고 MVP에 입단하면서 프로 커리어를 시작했다. 스프링 시즌 팀의 주전 미드라이너로 활동하면서 팀의 승강전 진출에 기여했다. 승강전에서도 팀의 LCK 승격에 기여했다. 서머 시즌에서도 팀의 주전으로 출전했다.
2017 스프링 시즌에서는 불안한 모습을 보여주었다. 서머 시즌에서도 초반에는 부진한 모습을 보여주었지만 이후에는 폼이 오른 모습을 보여주었다. 
2018 스프링 시즌에서도 1라운드에서는 부진한 모습을 보여주었다. 하지만 스프링 2라운드에 들어서는 좋은 모습을 보여주었다. 서머 시즌에서는 좋지 못한 폼을 보여주면서 팀의 승강전 행에 기여하고 말았다. 팀은 승강전을 통해서 챌린저스로 강등되었다.
2019시즌을 앞두고 LGD 게이밍에 입단했다. 스프링 시즌 주전으로 도약하지 못하며 서브 선수로 남았다.
2019 서머 시즌을 앞두고 비시 게이밍에 입단했다. 서머 시즌 비시 게이밍에서도 서브 선수로 활동했다.
2020시즌을 앞두고 OZ 게이밍에 입단했다. 스프링 시즌 팀의 주전으로 출전하였다. 서머 시즌에서는 크라운과 주전 경쟁을 하며 번갈아 출전했다. 2020시즌 종료 후 팀에서 퇴단했다.

## 소속팀
| # | 팀명        | 소속 기간             | 소속 리그 | 비고 |
| - | ----------- | --------------------- | --------- | ---- |
| 1 | MVP         | 2015.12.15~2018.11.05 | CK LCK    |      |
| 2 | LGD 게이밍  | 2018.11.28~2019.05.21 | LPL       |      |
| 3 | 비시 게이밍 | 2019.05.21~2019.11.12 | LPL       |      |
| 4 | OZ 게이밍   | 2019.12.08~2020.11.17 | CK        |      |

## 수상 내역
- 리그 오브 레전드 챌린저스 코리아 스프링 2016 준우승